# Citroën LN
Der Citroën LN (später LNA) ist ein Kleinwagen der Marke Citroën des PSA-Konzerns und basierte auf der dreitürigen Coupéversion des Peugeot 104. Er wurde von Herbst 1976 bis Sommer 1986 hergestellt.

## Technik
Als Basis für den im November 1976 eingeführten LN diente der Peugeot 104 Z. Angetrieben wurde der LN anfangs von einem aus der Dyane bekannten luftgekühlten Boxermotor mit 602 cm³ und einer steuerlichen Einstufung von 3 CV in Frankreich. Beim Erscheinen wurde kritisiert, dass die fast baugleiche Übernahme des eher konservativen Peugeot-Modells das bisher als extravagant empfundene Image der Marke Citroën – die kurz vorher von Peugeot übernommen worden war – verwässern würde.
Ab November 1978 wurde der Name des Autos von LN in LNA geändert. In der Basisversion hatte er nun den auf 652 cm³ vergrößerten 2-Zylinder-Boxermotor des Visa, in den Varianten LNA 11 E und 11 RE wurde ein 1124 cm³ großer und 36 kW (49 PS) starker wassergekühlter 4-Zylinder-Reihenmotor wie im Peugeot 104 verwendet. 
Beide Namen waren – wie damals bei Citroën üblich – lautmalerisch. So klingt LN im Französischen wie Hélène und LNA wie Héléna.
Im August 1986 wurde die Produktion des LNA eingestellt. Vom LN wurden 129.611, vom LNA 223.772, insgesamt also 353.383 hergestellt. Im September 1986 wurde er durch den Citroën AX abgelöst.

## Einstufung im französischen Steuer- und Versicherungssystem
Der Werbeslogan für den LN war zu Beginn "3CV, 3 portes, 3 volumes de coffre, 120 km/h - 3 CV, 3 Türen, Platz für 3 Koffer, 120 km/h". Tatsächlich hatte der Wagen ein CV mehr als die immer noch produzierte "Ente". Mit dem später eingebauten Peugeot-Motor aus dem 104 stieg die Leistung sogar auf 4 CV.

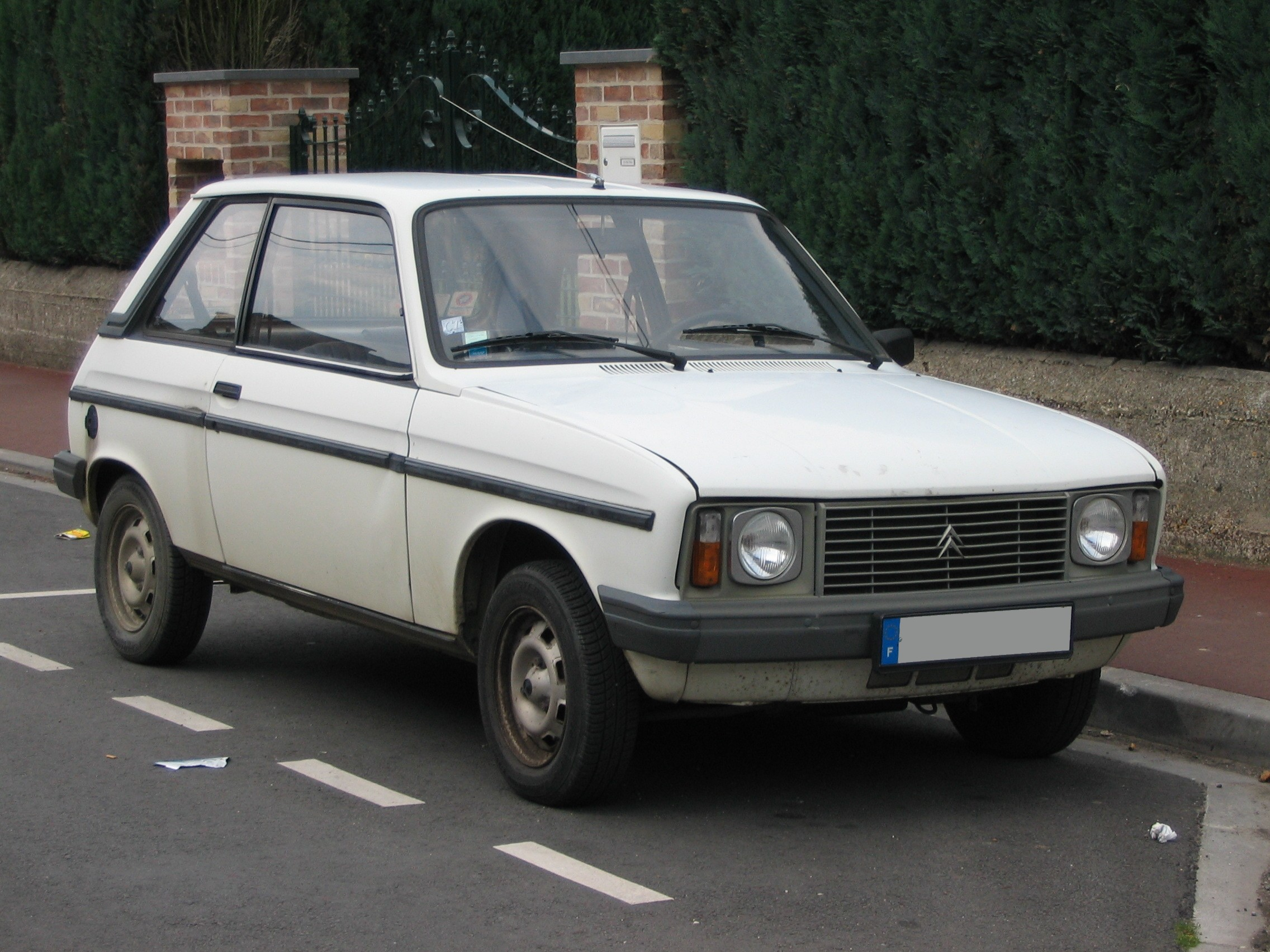
Citroën LNA (1978–1986)
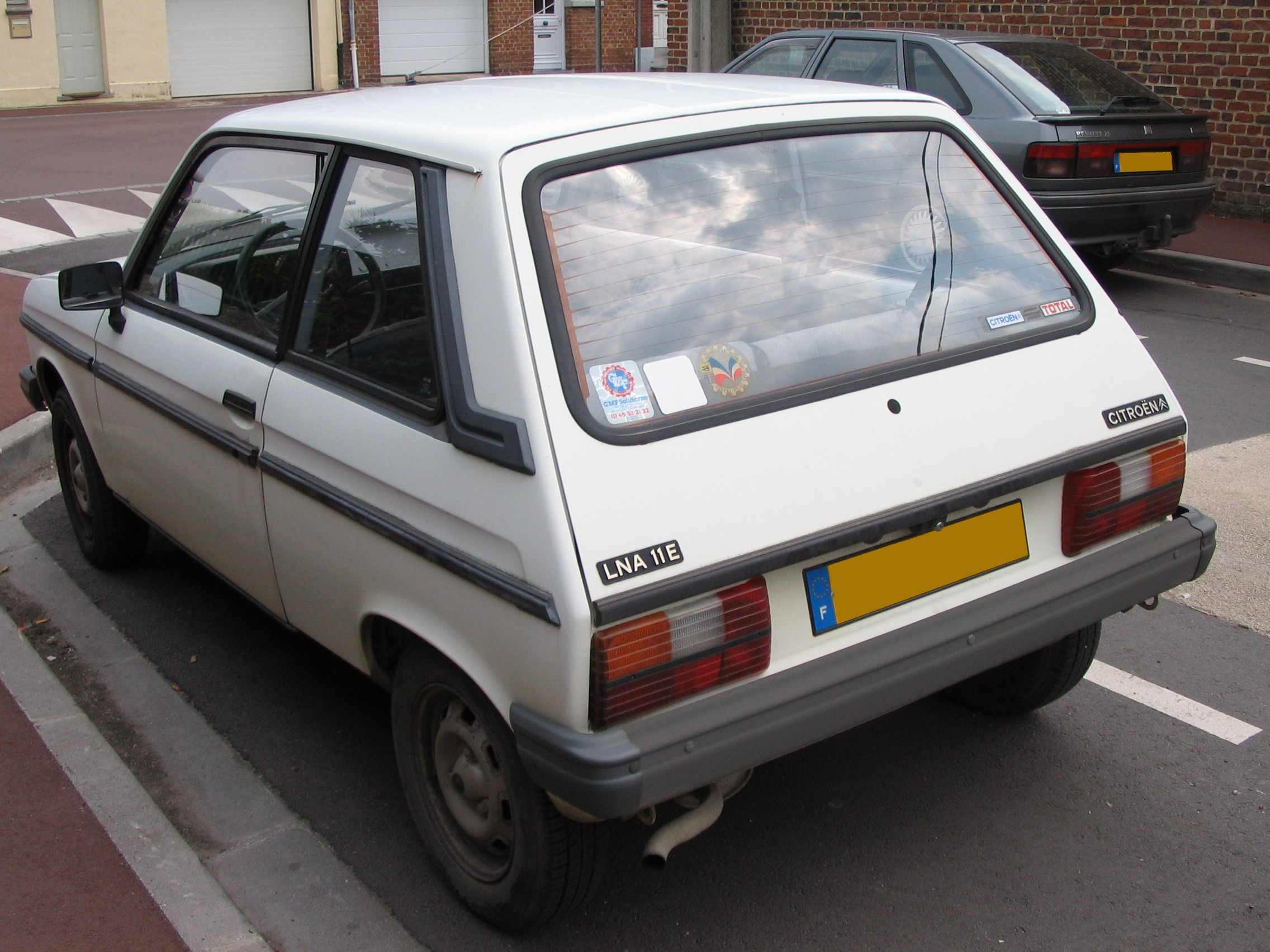
Heckansicht
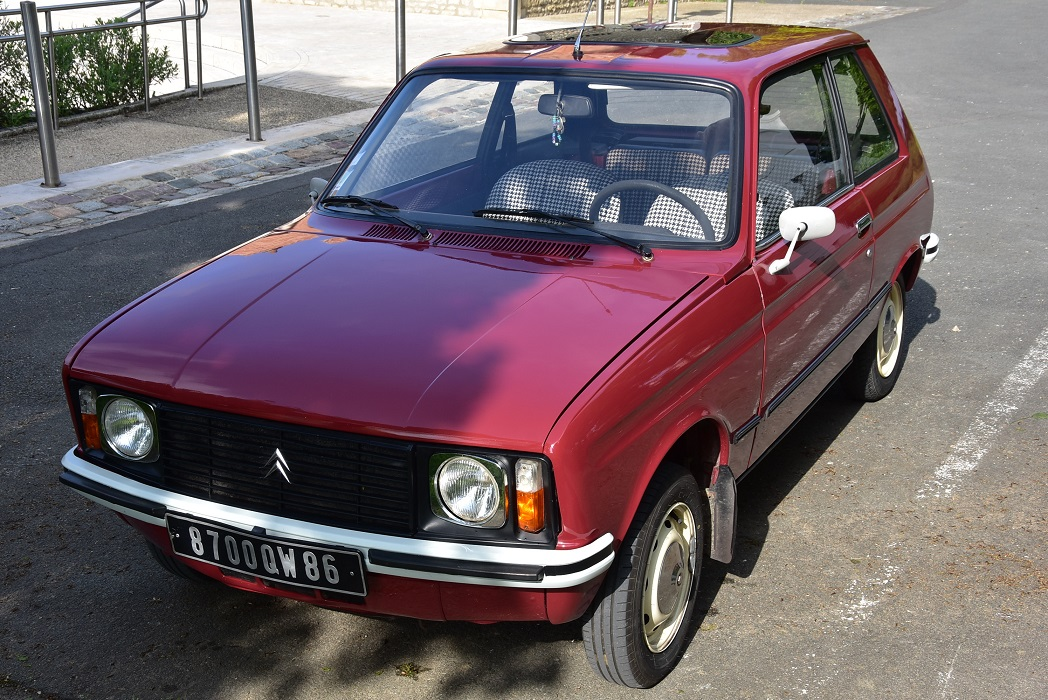
'81 Wagen